# Калькар
Калькар (нім. Kalkar) — місто в Німеччині, знаходиться в землі Північний Рейн-Вестфалія. Підпорядковується адміністративному округу Дюссельдорф. Входить до складу району Клеве.
Площа — 88,2 км2. Населення становить 13 944 ос. (станом на 31 грудня 2020).